# 30 octobre 1959
Le vendredi 30 octobre 1959 est le 303e jour de l'année 1959.

## Naissances
- Éric Mathot, contrebassiste, chef d'orchestre et pédagogue belge
- Giannis Aggelakas, chanteur, compositeur et poète grec
- Glenn Hysén, joueur de football suédois
- Marc Alexandre, judoka français
- Marcel Boekhoorn, milliardaire néerlandais
- Mark McBain, joueur de rugby australien
- Pavlos Chaikalis, acteur et homme politique grec
- Richard LaGravenese, scénariste américain
- Thomas Hefti, politicien suisse
- Vincent Lagaf', humoriste, chanteur, comédien et animateur de télévision français
- Zabou Breitman, actrice, metteur en scène et réalisatrice française

## Décès
- Jim Mollison (né le 19 avril 1905), aviateur pionnier écossais
- Noel Francis (née le 31 août 1906), actrice américaine
- War Admiral (née le 2 mai 1934), cheval de course américain